# Rudolf von Alt
Rudolf von Alt (28. srpna 1812 Vídeň – 12. března 1905 Vídeň) byl rakouský malíř a kreslíř městských vedut, interiérů a krajinář, starší bratr Franze Alta.

## Život
Narodil se na vídeňském předměstí Alservorstadt v rodině malíře Jakoba Alta jako prvorozený syn. Vyučil se nejprve v dílně svého otce, který přišel roku 1811 do Vídně z Frankfurtu nad Mohanem jako malíř akvarelů a litograf. S otcem podnikal také studijní cesty po mnoha krajinách Rakouské monarchie. Z roku 1824 se dochovala jeho první samostatná kresba. Dále v letech 1825–1832 studoval na Akademii výtvarných umění ve Vídni, od roku 1826 v ateliéru krajinomalby u Josefa Mössmera, s nímž vytvořil například kukátkové obrázky (Guckkastenbilder). Od roku 1835 několikrát pobýval na studijních cestách, v Německu s Moritzem Schwindem pracoval například u bavorského krále Ludvíka I. Dále cestoval po Itálii, procestoval Tyroly, Bavorsko, Solnou komoru, Lombardii, roku 1863 byl na Krymu. Kreslil také v českých zemích, přispíval svými vedutami do litografických alb, vydávala je vídeňská Artaria nebo Johann Rauh, a litografoval například František Xaver Sandmann. Kreslil také šlechtická sídla a jejich interiéry, jeho objednavateli byli například Auerspergové, Buquoyové, Černínové nebo Schwarzenbergové.
Roku 1848 se stal členem vídeňské Akademie, jeho členství císař potvrdil až roku 1866, byl jmenován profesorem. K osmdesátinám byl roku 1892 za své zásluhy povýšen do šlechtického stavu a vyznamenán rakouským Řádem železné koruny III. třídy. Byl také jmenován členem Bavorské akademie umění v Mnichově. I v pokročilém věku se zajímal o pokrok ve výtvarném umění a roku 1897 byl jedním ze zakládajících členů Vídeňské secese, od roku 1898 jejím čestným prezidentem.
Rudolf von Alt byl dvakrát ženat. V letech 1841-1843 byla jeho manželkou Hermína Oswaldová z Vídně, která zemřela ve věku 20 let. Roku 1846 se oženil podruhé, Berta Malíček/Malitschek pocházela z Opavy, ani s ní neměl děti. V revolučním roce 1848 Rudolf Alt vstoupil do městské gardy a bojoval na barikádě. Napsal paměti, ve kterých například vzpomínal, že již roku 1817 měli doma vánoční stromek.

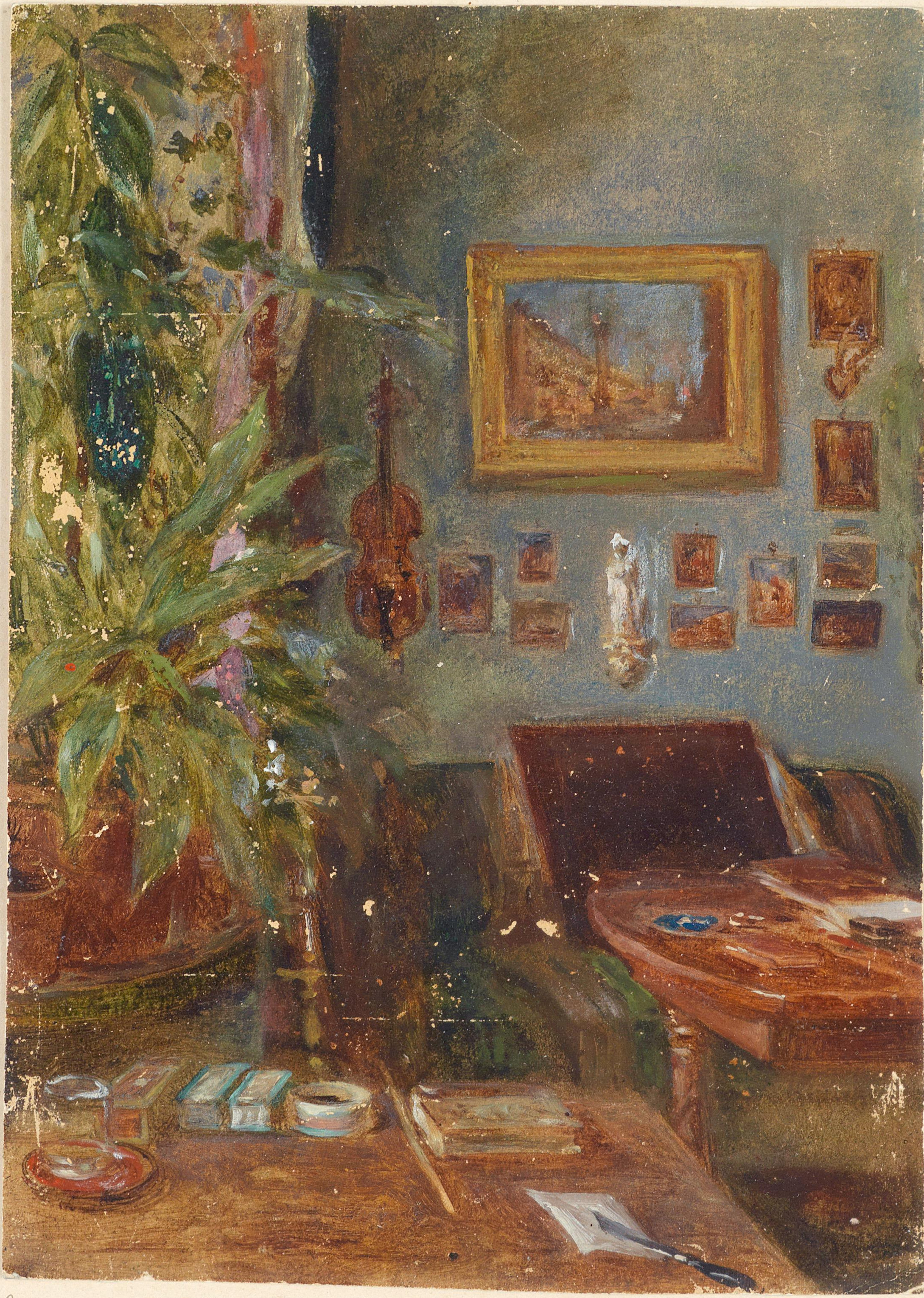
Franz Alt, Pohled do ateliéru staršího bratra Rudolfa, (1914)

## Dílo
Společně s otcem vytvořili ve 40. letech 19. století na objednávku rakouského císaře Ferdinanda V. sérii panoramatických kukátkových obrázků rakouských a českých vedut (Die Kaisers Guckkasten).
Rudolf si stejně jako jeho otec oblíbil techniku kresby a akvarelu. Zpočátku přejal subtilní grafický styl svého otce a v suché a faktograficky přesné kresbě zachoval zejména městské veduty a architekturu. Zmapoval svými kresbami především Vídeň, architekturu a interiéry šlechty a jiných významných osobností, dále většinu měst zemí někdejší monarchie. Měl rád také alpskou krajinu. Bydlel mj. v Traismaueru.
Na přelomu šedesátých a sedmdesátých let si vypracoval vlastní realistický styl, vyznačující se faktografickou přesností, kultivovanou kompozicí a virtuózní prací s barvou a světlem. Barevností dospěl až k impresionismu. Nakreslil četné předlohy pro grafické veduty, vydávané tehdy v albech. Ačkoliv se u otce vyučil technice litografie, jeho kresby převáděli do litografické podoby často jiní grafikové, pro pražská alba to byl František Xaver Sandmann.
S evidovanými více než 1000 kresbami patří mezi nejproduktivnější i nejoblíbenější rakouské grafiky 19. století.
Příklady námětů:
- Rakouské muzeum, 1875, Moravská galerie v Brně
- Pohled na město Rötz, 1843, Národní galerie v Praze, odkaz Josefa Hlávky
- Svatoštěpánský dóm ve Vídni
- Chrám a náměstí Svatého Marka v Benátkách
- Poutní kostel sv. Antonína v Padově
- Jižní hřbitov v Lipsku
- Pohled na Štýrský Hradec
- Gotický dům ve Štýru
- Pohled na Staroměstské náměstí s Týnským chrámem a Krocínovou kašnou v Praze
- Pohled na Karlův most a Staroměstskou mosteckou věž v Praze
- Pohled na Karlův most s Malostranskými mosteckými věžemi v Praze

## Galerie

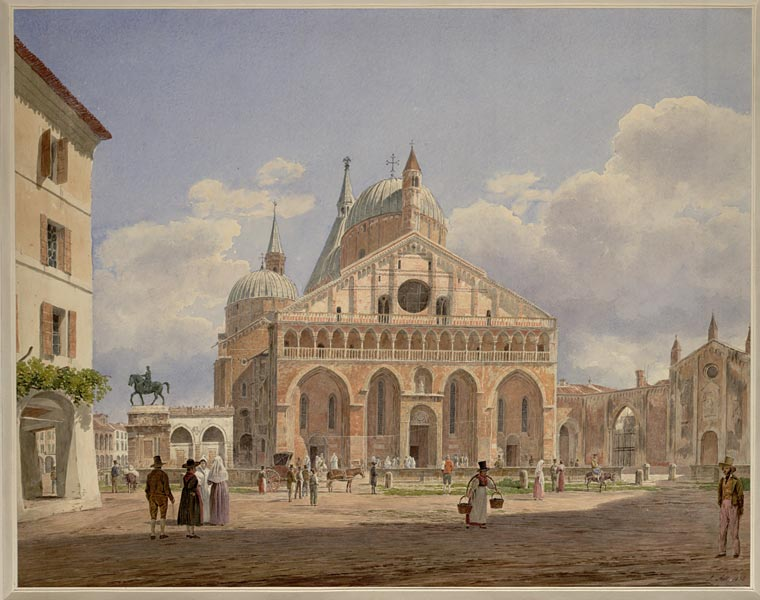
Padova, chrám sv. Antonína, (1838)
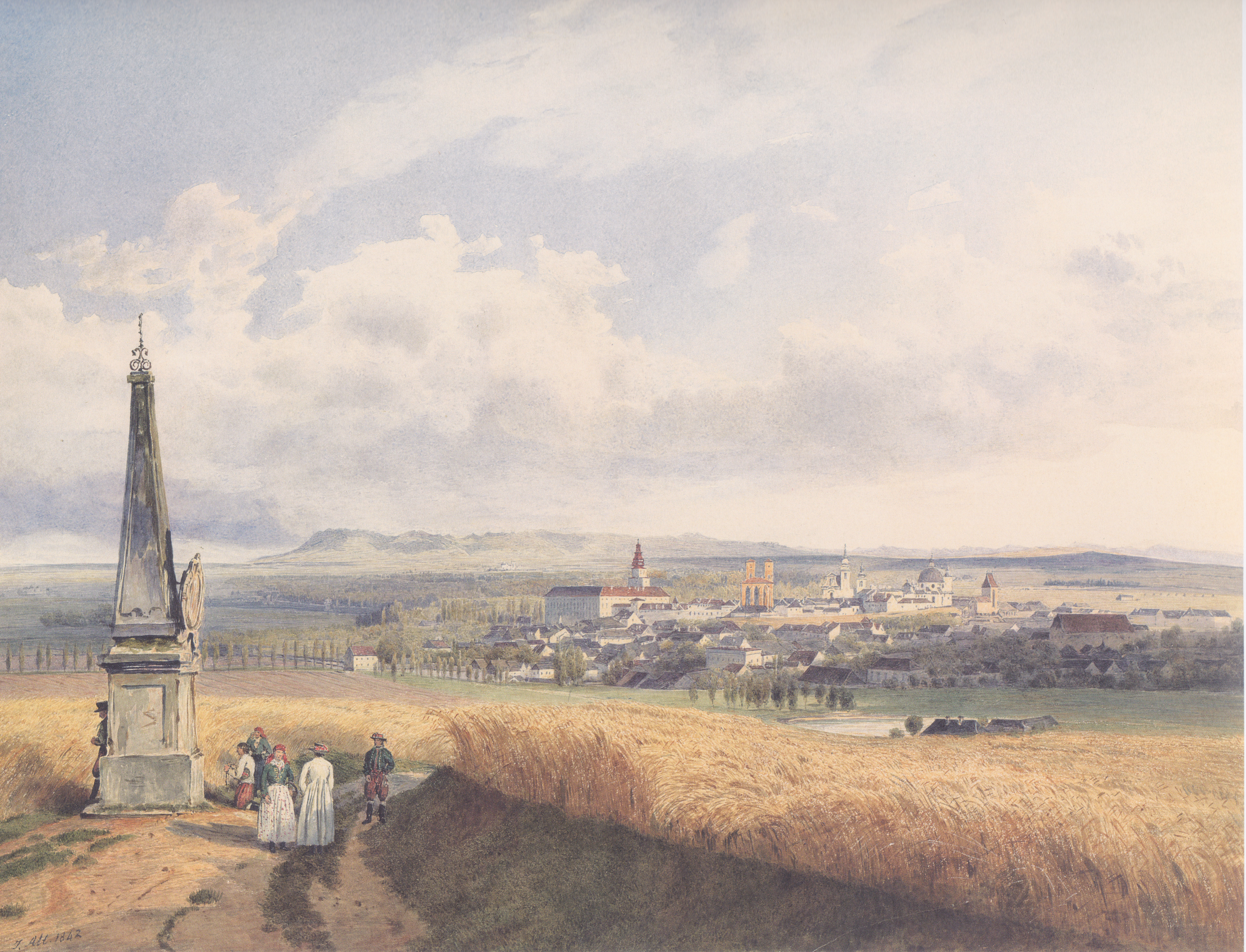
Pohled na Kroměříž z vrchu Barbořina od zastavení Křížové cesty, (1842)
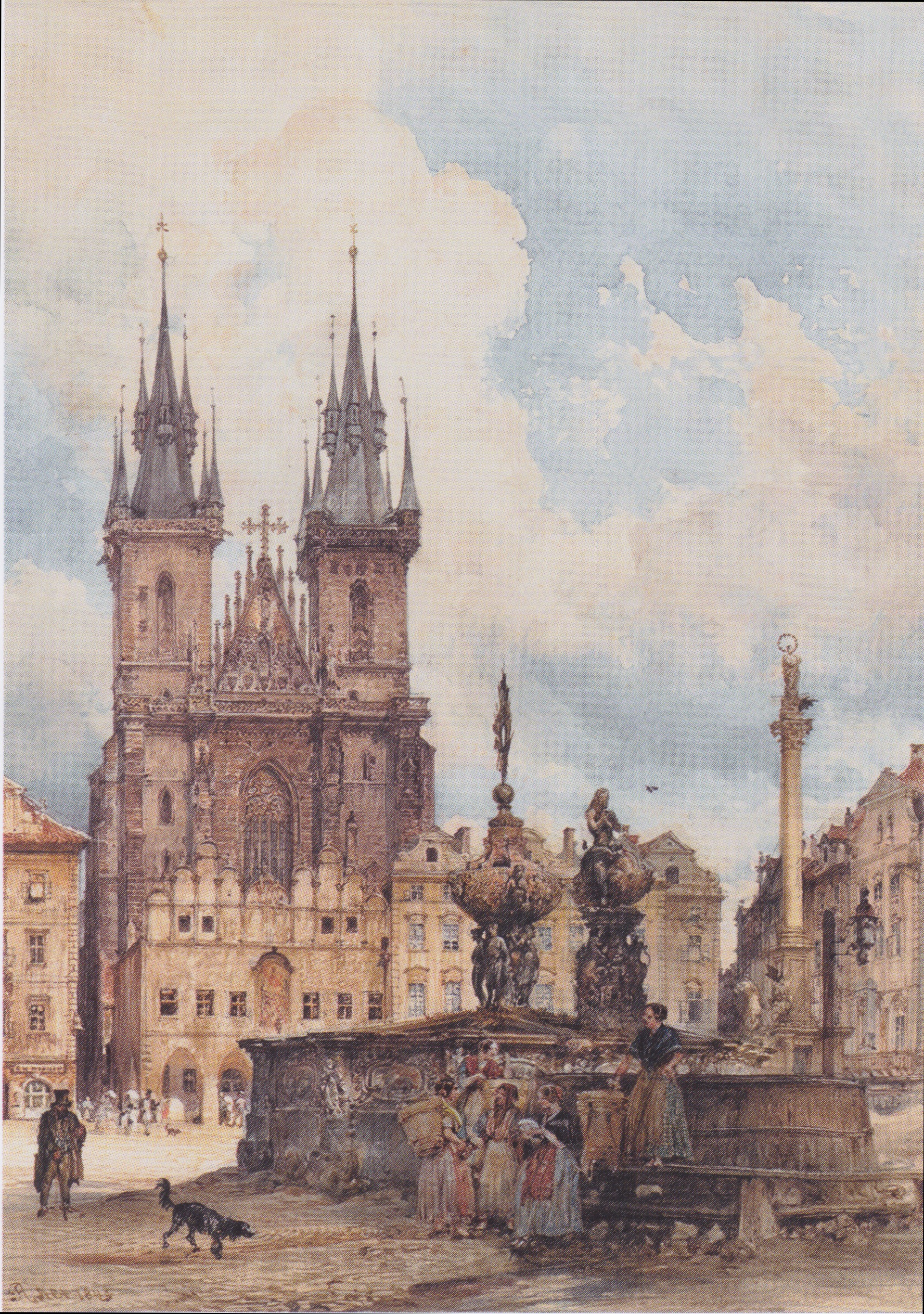
Staroměstské náměstí s Týnským chrámem, (1843)
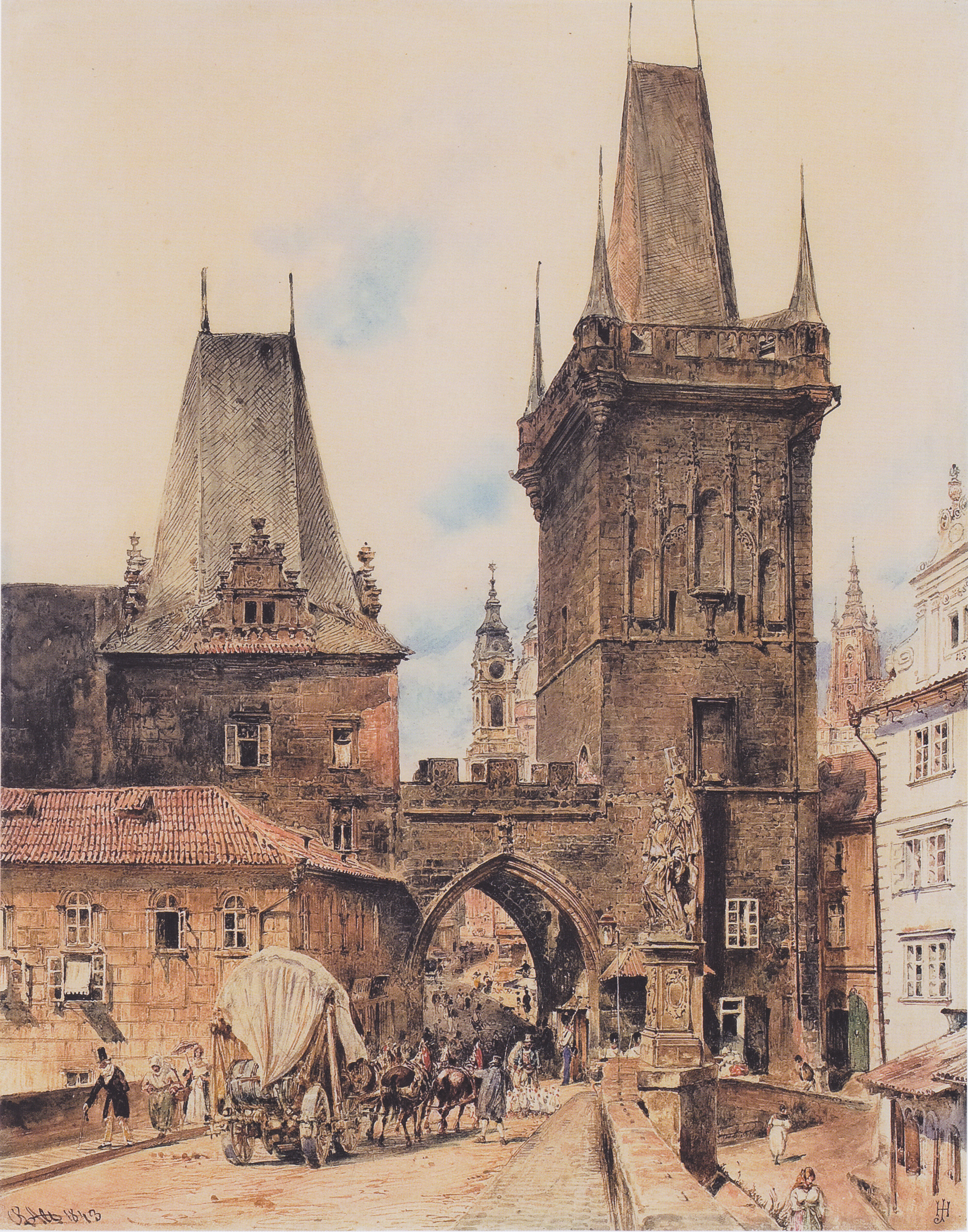
Karlův most, (1843)
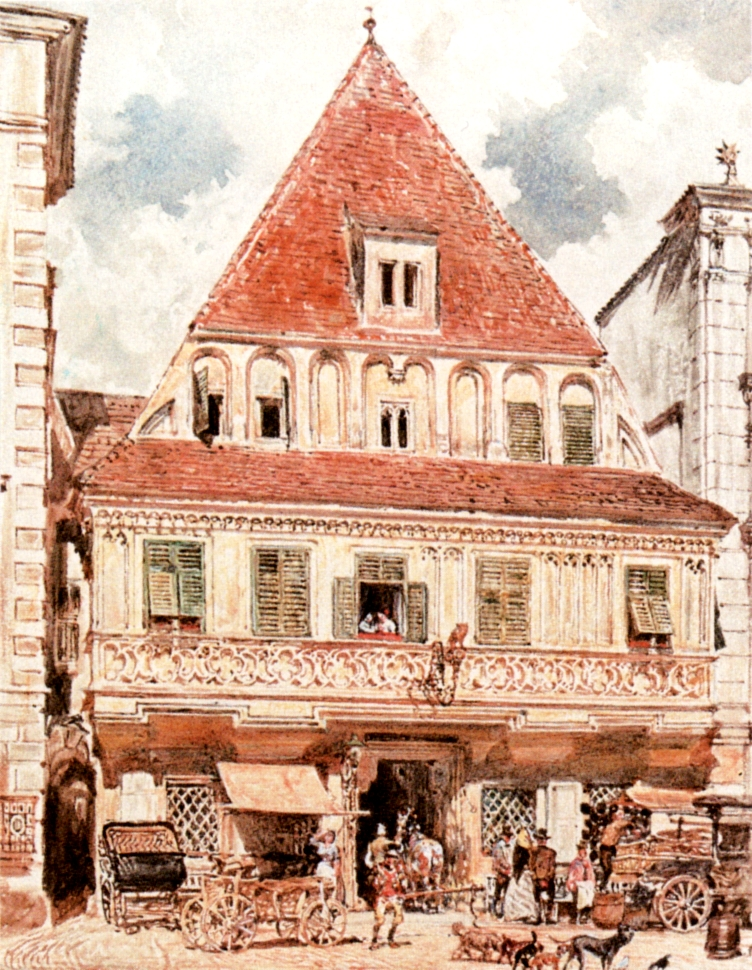
Gotický dům Bummerlhaus ve Štýru, (1871)
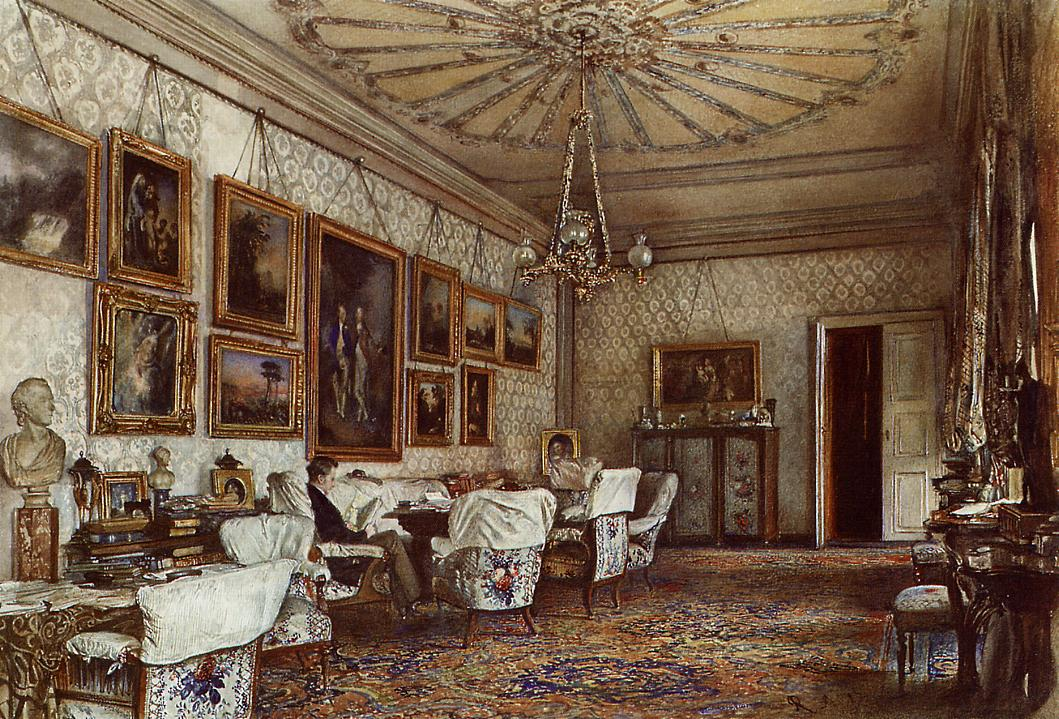
Apartmá knížete Lanckorońského ve Vídni, (1871)